# Sverre Bruland
Sverre Tonning Olsen Bruland, född 2 februari 1923 i Stavanger, död 24 september 2013 var en norsk trumpetare och dirigent. Han var elev till Per Steenberg, Karl Andersen, Odd Grüner-Hegge, Igor Markevitj, Paul van Kempen, samt vid Juilliard School i New York 1949 till 1950 och Mozarteum i Salzburg.
Bruland anställdes som trumpetare i 2:a divisionens musikkår i Oslo 1945-46 och i Filharmoniska Samfundets orkester (Oslo filharmoniska orkester) 1946, där han spelade åren 1946–1966, och debuterade som orkesterdirigent med Filharmoniska Samfundets orkester 1954. Bruland blev 1966 anställd som fast kapellmästare i Kringkastingsorkestret. Från 1976 till 1988 var han chefsdirigent för Kringkastingorkestret och vände repertoaren från underhållningsmusik till mer klassisk musik.
Bruland vann första pris i den internationella dirigenttävlingen i Liverpool 1958, ett pris som han delade med Zubin Mehta, dirigent för New Yorks filharmoniker, Israels filharmoniker, samt dirigentpriset vid Tanglewood i USA (Boston Symphony Orchestra sommarmusikskola, Berkshire Musical Center) 1959. Han dirigerade Berlinfilharmonikerna två gånger vid offentliga konserter där norsk musik stod på programmet.
Bruland uruppförde ett betydande antal verk av norska tonsättare och introducerade ett antal utländska samtida verk i Norge.
Dirigent för:
- 1961–1973 och 1980–1982 Den norske Studentersangforening
- 1968–1978 Universitetets symfoniorkester, Oslo
- 1976–1988 Kringkastingsorkestret
- 1967–1969 Vestfold Symfoniorkester

Sverre Bruland gästdirigerade i andra norska orkestrar, i Bergen, Trondheim, Stavanger och i hela Norden, i Tyskland (Berlinfilharmonikerna), England, Polen, Tjeckoslovakien, USA och Kanada. 
Bruland dirigerade Berlinfilharmonikerna vid två tillfällen med norsk musik på programmet.
Bruland dog 24 september 2013,efter en kort tids sjukdom.